# Спиркин, Борис Николаевич
Борис Николаевич Спиркин (27 июля 1937, Москва, СССР — 1982, там же) — советский хоккеист.

## Биография
Родился 27 июля 1937 года в Москве в семье Николая и Анны (1910-57) Спиркиных. Дебютировал в возрасте четырнадцати лет на Стадионе Юных пионеров. В 1954 году был принят в состав ХК «Крылья Советов», где он играл вплоть до 1955 года, в 1955 году был принят в состав ХК «Локомотив», которому он отдал тринадцать лет игровой карьеры, в 1968 году был принят в состав ХК «Раменское» (МО), где он играл вплоть до 1972 года, после чего завершил спортивную карьеру. Являлся третьим призёром чемпионата СССР в 1961 году. Только за ХК «Локомотив» (Москва) провёл более 340 матчей и забил 28 шайб в ворота (всего за всю свою карьеру сумел забить свыше 40 шайб). С 1959 по 1964 годы попадал в символическую сборную чемпионатов СССР. Был приглашён в состав молодёжной и взрослой сборных СССР. Являлся одним из самых лучших и опорных хоккеистов ХК «Локомотив» (Москва) в 1960-х годах. Вёл жесткую силовую игру, а также ударял точно по воротам, находясь на дальних дистанциях.
Как писал о Спиркине Борис Майоров в своей книге «Я смотрю хоккей»:

 Играл несколько лет назад в московском «Локомотиве» мой сверстник и тёзка Борис Спиркин. Мы с ним и во вторую сборную одновременно попали. Все ждали, что он вот-вот станет игроком первой сборной. Так и не дождались. Он и большой хоккей покинул, когда ему ещё не было тридцати, — мастерство стало подводить. Причина одна: так и не сумел научиться кататься на коньках.
Скоропостижно скончался в 1982 году в Москве. Похоронен на Ваганьковском кладбище.

### Личная жизнь
Борис Спиркин был женат дважды:
Первой супругой являлась Вера Спиркина. Дочь — Ольга Спиркина (8.04.1964) — актриса и телеведущая, а также преподаватель дисциплины мастерства телеведущего. Брак кончился разводом, супруга впоследствии вышла замуж второй раз и взяла фамилию второго супруга — Меринова. Сама Ольга Спиркина была замужем пять раз и родила две дочери.
Второй супругой являлась Валентина Спиркина (1939—2014), которая пережила своего супруга на 32 года. Дочь от этого брака Юлия Мармазинская (по состоянию на июль 2021 года) отбывала наказание в колонии общего режима.